# Моряков (посёлок)
Моряков — посёлок в Камызякском районе Астраханской области России. Административный центр Николо-Комаровского сельсовета. Население 202 человека (2011), 92 % из них — русские (2002).

## География
Посёлок Моряков расположен в пределах Прикаспийской низменности в южной части Астраханской области, в дельте реки Волги, на острове, образованном старым руслом Волги, реками Чилимная, Бахтемир, ериками и находится по левому берегу Старой Волги. Южная окраина посёлка примыкает к селу Никольское.
Климат
умеренный, резко континентальный, характеризуется высокими температурами летом и низкими — зимой, малым количеством осадков, а также большими годовыми и летними суточными амплитудами температуры воздуха.

## Население
| 2002 | 2010 | 2011 |
| ---- | ---- | ---- |
| 232  | ↗255 | ↘202 |

Национальный и гендерный состав
По данным Всероссийской переписи в 2010 году, численность населения составляла 255 человек (162 мужчины и 93 женщины, 63,5 и 36,5 %% соответственно).
Согласно результатам переписи 2002 года, в национальной структуре населения русские составляли 92 % от общей численности населения в 235 жителей.

## Транспорт
Завершающий пункт региональной автодороги «Подъезд к (*) <1> от
автодороги Волго-Каспийский — Никольское» (идентификационный номер 12 ОП РЗ 12Н 104, <1> (*) условное обозначение п. Моряков). Остановка общественного транспорта.
Просёлочные дороги. Водный транспорт.